# Cieszów (Stare Bogaczowice)
Cieszów (deutsch Fröhlichsdorf) ist ein Dorf im Powiat Wałbrzyski in der Woiwodschaft Niederschlesien in Polen. Es liegt fünf Kilometer nordöstlich von Stare Bogaczowice, zu dessen Landgemeinde es gehört.

## Geographie
Cieszów wird über eine Nebenstraße erreicht, die drei Kilometer nordwestlich von Świebodzice von der Landesstraße 34, die nach Dobromierz verläuft, abzweigt. Nachbarorte sind Jaskulin im Norden, Świebodzice im Osten, und Chwaliszów im Westen.

## Geschichte
Fröhlichsdorf wurde um 1250 gegründet und erstmals 1305 im Breslauer bischöflichen Zinsregister erwähnt. Es gehörte zum Lehen der Zeisburg im Herzogtum Schweidnitz und war bis in das 18. Jahrhundert mit dem Rittersitz und deren Besitzern in Adelsbach verbunden. Zusammen mit dem Herzogtum Schweidnitz gelangte es 1368 an die Krone Böhmen. Für das Jahr 1492 ist es in einem Besitzverzeichnis der Familie von Czettritz aufgeführt, und für das Jahr 1575 sind im Ort 14 Bauern nachgewiesen. Im Dreißigjährigen Krieg fiel es wüst und wurde danach wieder aufgebaut.
Nach dem Ersten Schlesischen Krieg fiel Fröhlichsdorf zusammen mit Schlesien 1742 an Preußen. Ab 1781 wurde ein Kalksteinbruch betrieben und der Kalk vor Ort in einem Kalksteinofen gebrannt. Nach einem Wassereinbruch im Jahr 1800 musste der Betrieb eingestellt werden.
Nach der Neugliederung Preußens gelangte Fröhlichsdorf 1815 an die Provinz Schlesien und gehörte ab 1816 zum Landkreis Waldenburg. 1818 wurden 293 Einwohner gezählt und 1840 waren es 436, unter diesen 18 Handweber. Seit 1874 gehörte die Landgemeinde Fröhlichsdorf zum Amtsbezirk Adelsbach. Im letzten Viertel des 19. Jahrhunderts war wiederum ein Kalksteinbruch in Betrieb, der jedoch wirtschaftlich unbedeutend blieb. Die Bevölkerung ernährte sich überwiegend von der Landwirtschaft. 1939 lebten 365 Menschen in Fröhlichsdorf.
Als Folge des Zweiten Weltkriegs fiel Fröhlichsdorf 1945 wie fast ganz Schlesien an Polen und wurde Cieszów umbenannt. Die deutsche Bevölkerung wurde vertrieben. Die neuen Bewohner waren zum Teil Heimatvertriebene aus Ostpolen. 1975–1998 gehörte Czieszów zur Woiwodschaft Wałbrzych (deutsch Waldenburg).

## Sehenswürdigkeiten
- Zeiskenburg stammt wahrscheinlich aus dem 13.–14. Jahrhundert und wurde teilweise durch die Hussiten zerstört.
- Die Reste von fünf gemauerten Kalköfen